# Medina (Arabia Saudită)
Medina(în arabă: المدينه Al-Medina = „Orașul”, sau المدينة المنورة Al Medinat al-munawara = „Orașul cel strălucit”, المدينة النبي = Al Medinat al-Nabiu „Orașul Profetului”, sau mai folosit مدينة رسول الله Medinat ar- Rasul-i-Llah „Orașul Trimisului lui Dumnezeu”) este un oraș din Arabia Saudită . Este situat în vestul țării și este capitala Provinciei Medina din regiunea Hidjaz.

## Istorie

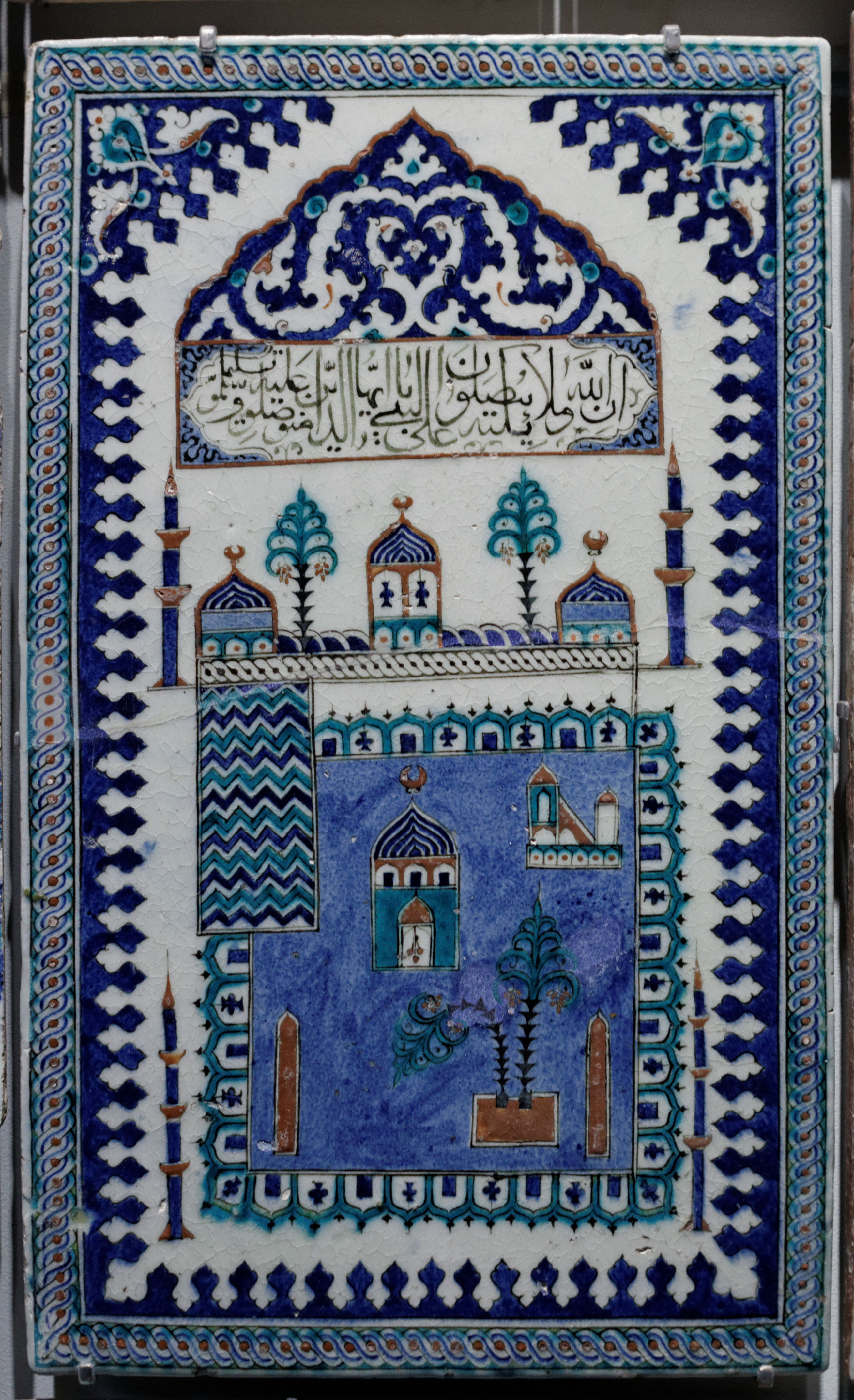
Pictură din perioada otomană (secolul XVII).

Prima mențiune istorică a orașului apare într-un vechi text asirian din secolul al VI-lea î.Hr , orașul fiind cunoscut sub numele de Yathrib .
Începând cu secolul al II-lea î.Hr , orașul a devenit un important centru comercial unde evreii , perșii și arabii din Yemen făceau schimb de mărfuri.
În anul 622 d.Hr, are loc hegira, emigrarea Profetului Mahomed de la Mecca la Yathrib. După ce Profetul a ajuns aici, a redenumit orașul în Medina (orașul Profetului). Aici, a găsit susținători care au acceptat islamul, și au format o armată pentru a cuceri Mecca.
După moartea Profetului, în anul 632, Abu Bakr, cel mai bun prieten și socru al Profetului, a devenit primul calif (succesor al profetului) și a stabilit capitala califatului arab la Medina. Al patrulea calif însă, a mutat capitala de facto la Kufa, în Irak. Din acel moment importanța Medinei a diminuat, devenind mai mult un loc cu importanță religioasă, decât politică. Asta se dovedește prin faptul că următoarele capitale ale Califatului Arab au fost Damascul (de facto) și Baghdadul (și de jure).
După fragmentarea califatului, orașul a devenit supus diferiților domnitori, inclusiv mamelucilor din Cairo în secolul al XIII-lea, și în cele din urmă Imperiului Otoman, începând cu anul 1517.
În timpul primului război mondial, orașul a fost supus unor lungi asedii din partea Marii Britanii, dar după război Medina a fost eliberată de sub ocupația turcească și a fost integrată în Regatul Arabiei Saudite.

## Însemnătatea pentru islam

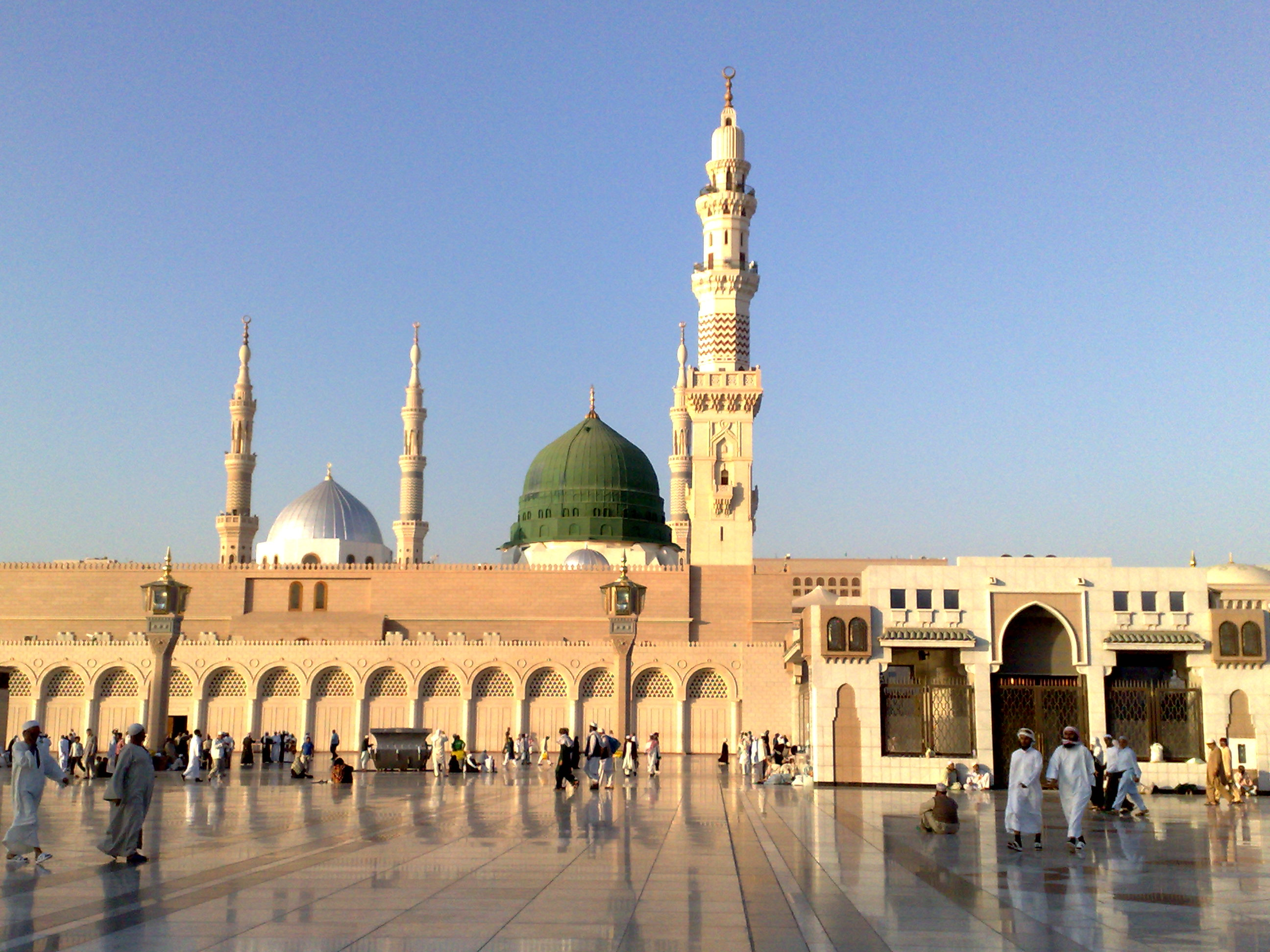
Moscheea Al-Masjid al Nabawi

Importanța orașului Medina pentru islam derivă din prezența Moscheii Profetului (Al-Masjid al Nabawi) . Moscheea a fost construită în anul 622 de însuși Profetul Mahomed . În ziua de azi , moscheea este a doua cea mai mare din lume , după Moscheea Sfântă (Al-Masjid al Haram) din orașul Mecca . În ea se află mormântul Profetului și al primilor trei califi care l-au succedat în conducerea comunității sau „națiunii” islamice (umma) . Datorită acestor atribute , Medina este al doilea cel mai sfânt loc al islamului după Mecca .